# پرنده کرانه
پرنده کرانه (نام علمی: Aegialornis) نام یک سرده از راسته بادخورک‌سانان است. 